# La Boissière-des-Landes
La Boissière-des-Landes – miejscowość i gmina we Francji, w regionie Kraj Loary, w departamencie Wandea.
Według danych na rok 1990 gminę zamieszkiwało 1036 osób, a gęstość zaludnienia wynosiła 44 osób/km² (wśród 1504 gmin Kraju Loary La Boissière-des-Landes plasuje się na 559. miejscu pod względem liczby ludności, natomiast pod względem powierzchni na miejscu 435.).